# Spring Breakers

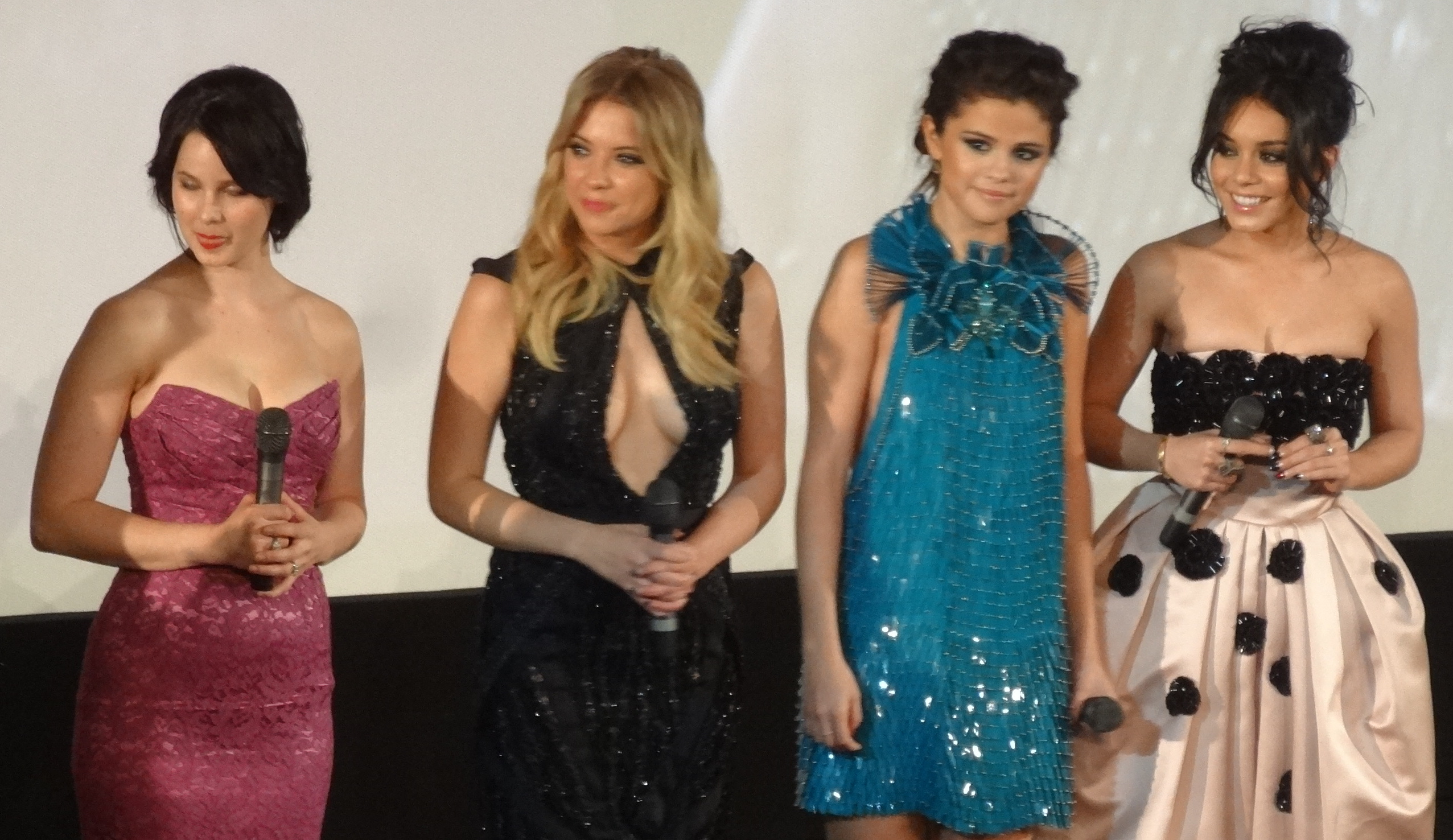
De vier hoofdrolspeelsters, V.l.n.r. Rachel Korine, Ashley Benson, Selena Gomez en Vanessa Hudgens

Spring Breakers is een Amerikaanse actie-comedy uit 2012, geregisseerd Harmony Korine. De film vertelt het verhaal van vier studentes, gespeeld door Vanessa Hudgens, Ashley Benson, Selena Gomez en Rachel Korine, die een wegrestaurant overvallen om hun deelname aan spring break in Florida te kunnen betalen.
De film ging in première bij de 69e editie van het Filmfestival van Venetië op 4 september 2012 en werd genomineerd voor de Gouden Leeuw. De film is zowel een kritisch als commercieel succes.

## Verhaal
Faith, Brit, Candy en Cotty zijn al van kinds af aan elkaars beste vriendinnen. Ze studeren in een stad waar weinig te beleven valt en als de campus leeg stroomt omdat alle studenten op spring break (lentevakantie) vertrekken, vervelen ze zich dood. De dames hebben helaas geen geld voor vakantie. In tegenstelling tot haar drie losgeslagen vriendinnen, is Faith een ingetogen meisje dat veel tijd besteedt aan religie. Niettemin baalt ook zij dat ze niet op spring break kunnen. Hierop besluiten Brit, Candy en Cotty met succes een wegrestaurant te overvallen met behulp van echt lijkende waterpistolen. De auto die ze gebruiken is van een van hun professoren en deze steken ze vervolgens in brand. Hoewel Faith het niet eens is met de manier waarop ze aan het geld zijn gekomen gaan ze toch met z'n vieren naar Florida.
Eenmaal in Saint Petersburg aangekomen, verzeilen de vier jongedames in het buitensporig feestgedrag, overmatig drank- en drugsgebruik en losse contacten met het andere geslacht. Hier komt vroegtijdig een einde aan als de vier meiden worden gearresteerd wegens cocaïnegebruik op een feest in een hotelkamer. Na een nacht in de cel wordt de borg betaald door de rapper en gangster Alien (gespeeld door James Franco). Hij neemt de meiden mee naar een feest van zijn vrienden, waar Faith zich al snel ongemakkelijk begint te voelen. Ze trekt de intenties van Alien in twijfel maar kan haar vriendinnen er niet van overtuigen om met haar mee terug naar huis te gaan. Nadat Alien haar vertelt dat hij een speciaal oogje op haar heeft, keert ze terug naar huis.
Brit, Candy en Cotty blijven achter bij Alien en besluiten deel te nemen aan zijn criminele activiteiten. Als Brit en Candy Alien speels bedreigen met een van zijn pistolen, en hem dwingen om de loop oraal te bevredigen, verzekeren ze zichzelf van een belangrijke positie: Alien is onder de indruk van het lef van de dames en raakt hopeloos verliefd op hen. Tijdens een bezoek aan een stripclub maken de meiden kennis met Aliens grootste rivaal Archie (Big Arch), gespeeld door Gucci Mane. Alien en Archie waren ooit goed bevriend maar nu waarschuwt Archie hem dat hij geen drugs meer mag verkopen in zijn wijk. Alien negeert hem.
Het viertal pleegt gewapende overvallen, gewapend met roze skimaskers en shotguns. Als ze in de auto door Archie worden beschoten raakt Cotty gewond in haar bovenarm. Geschrokken besluit ze om een einde te maken aan haar vakantie. Ook Brit en Candy zijn gaan twijfelen of het leven als gewetenloze gangster wel zo'n goede keus is.
Alien vormt een seksuele bond met de overgebleven dames en samen besluiten ze wraak te nemen. In flashforward is te zien hoe Brit en Candy met hun ouders bellen, berouw tonen en hun skimaskers in zee gooien. Nu gaat het drietal gewapend in een speedboot naar de villa van Archie. Alien wordt doodgeschoten door een van de handlangers van Archie. Brit en Candy schieten vervolgens iedereen dood die ze tegenkomen inclusief Archie. Hierna verlaten ze de villa in de Lamborghini van Archie. In een laatste terugblik is te zien dat ze Alien een afscheidszoen geven.

## Rolverdeling
| Acteur          | Personage         |
| --------------- | ----------------- |
| Selena Gomez    | Faith             |
| James Franco    | Alien             |
| Vanessa Hudgens | Candy             |
| Ashley Benson   | Brit              |
| Rachel Korine   | Cotty             |
| Gucci Mane      | Archie "Big Arch" |
| Heather Morris  | Bess              |

## Stijl en genre
De film is meer dan alleen een actiecomedy met veel vrouwelijk schoon. De film heeft kenmerken van een coming of age-verhaal omdat de hoofdrolspeelsters in eerste instantie geweld en misdaad verheerlijken en later naar hun geweten gaan luisteren. Ook de term Neo noir is op de film van toepassing. De The Huffington Post omschreef de film als "Scarface ontmoet Britney Spears".
Veel scènes spelen zich 's avonds af en zijn donker. Er is hierbij veel gebruikgemaakt van een donkere achtergrond met felle kleuren op de voorgrond. Deze kleurcombinatie is ook terug te zien in de titel en aftiteling. Op cruciale momenten is de stem van Faith te horen die het verhaal op een laconieke manier samenvat.

## Productie
Korine begon tijdens het schrijven van het scenario te fantaseren over meiden in bikini's met skimaskers op die tijdens spring break overvallen plegen. Vanuit dat idee kwam het verhaal tot stand. De regisseur hoopte om met deze film zijn eigen spring break - die hij nooit heeft meegemaakt - goed te maken. Na een reeks arthousefilms maakte hij met Spring Breakers de eerste film die ook voor een groter publiek toegankelijk is. In een interview met The New York Times vertelde Korine dat hij met al zijn films op een commercieel succes hoopte, en dat deze film toevallig de eerste is waarmee dit was gelukt.
Franco vertelde in een interview met het tijdschrift Interview dat zowel hij als de vier jonge actrices "zeer enthousiast" waren om deel uit te maken van de film. Gomez beaamde dit: "Ik viel in de herhaling met de rollen die ik uitkoos, en ik wilde iets compleet anders doen. [..] Ik wil mezelf serieus nemen als actrice, en dit was beslist een uitdaging." De media schreven met enkele regelmaat over het breekpunt van Gomez en Hudgens met hun acteercarrière voor Spring Breakers: met de rollen van losbandige meisjes maakten ze een einde aan hun kindvriendelijke imago bij Disney Channel. Gomez heeft in een interview verteld dat ze ouders van haar kinderfans heeft gewaarschuwd voor de film, waarin ze "alles doet wat God verboden heeft." Ook Benson benadrukte dat haar fans voornamelijk jonge tieners zijn, en dat ook voor haar de film een nieuw hoofdstuk in haar carrière betekent.
Korine was zich ervan bewust dat de actrices moeite zouden hebben het opnemen van de vele naakt- en seksscènes. Emma Roberts zou aanvankelijk de rol van Brit vertolken, maar trok zich uiteindelijk volgens Korine terug omwille deze scènes. Benson nam haar rol over. Hudgens vertelde dat het opnemen van deze scènes "zenuwslopend" waren en liet nadien in haar contract zetten dat ze nooit meer uit de kleren zou gaan voor de camera.
De opnamen vonden plaats in maart en april 2012 op locatie in Saint Petersburg (Florida), ten tijde van spring break. Meer dan vijfhonderd feestgangers in de buurt werden ingehuurd als figuranten.

## Ontvangst en interpretatie
De film genereerde zowel lof als kritiek. De film werd bekritiseerd omdat het vrouwen als lustobjecten zou tonen en daardoor een ordinaire exploitatiefilm zou zijn. De hoofdrolspeelsters lopen immers het grootste deel van de tijd in hun bikini's. Anderen zagen eerder een feministische film waarop de term girl power van toepassing zou zijn. De dames nemen immers het heft in eigen hand, gedragen zich niet als slachtoffer en weten bij Alien al snel respect af te dwingen. De dames deinzen niet terug voor extreem geweld en verheerlijken dit ook. Sommige critici zagen in de film een aankomende cult klassieker of gewoon een lange videoclip

### Prijzen
De film sleepte een aantal prijzen in de wacht. James Franco kreeg meerdere prijzen als beste acteur in een ondersteunende rol van de Central Ohio Film Critics Association, de San Francisco Film Critics Circle en de Los Angeles Film Critics Association (LAFCA).
De Boston Online Film Critics Association (BOFCA) noemde de film als "Een van de tien beste films van het jaar 2012". Op het Filmfestival van Venetië kreeg de regisseur Harmony Korine een speciale vermelding. Tot slot won de trailer een Golden Trailer Award in de categorie "Trashiest (camp) trailer"